# راه بردگی
راه بردگی کتابی از اقتصاددان و فیلسوف اتریشی، فریدریش فون هایک است که بین ۱۹۴۰–۱۹۴۳ نوشته شده و در آن «نسبت به خطر استبداد ناشی از کنترل تصمیم‌گیری دولتی از طریق برنامه‌ریزی مرکزی» هشدار داده، و استدلال کرده که منع فردگرایی، لیبرالیسم کلاسیک و آزادی به‌طور غیرقابل اجتنابی منجر به ستم سوسیالیستی و فاشیستی و استبداد و بردگی افراد منجر می‌شود. او بر خلاف نظر اقتصاددانان بریتانیایی که فاشیسم را واکنشی سرمایه‌دارانه علیه سوسیالیسم می‌دانستند، آن دو را دارای ریشه مشترکی در برنامه‌ریزی اقتصادی مرکزی و قدرت دولت بر فرد می‌دانست.

## دلایل انتشار کتاب
هایک نگران نگاهی بود که در فضای دانشگاهی بریتانیا، فاشیسم را واکنشی سرمایه دارانه به سوسیالیسم می‌دانست و راه بردگی را به عنوان برای این نگرانی نگاشت. عنوان کتاب از تفکر فرانسوی لیبرال کلاسیک الکسی دو توکویل گرفته شده بود که همچنین نویسندهٔ کتاب فرانسوی «جادهای به سوی بردگی» است. کتاب برای اولین بار در بریتانیا توسط روتلج در مارس ۱۹۴۴ منتشر شد و بسیار محبوب شد و منجر شد هایک آن را کتابی غیرقابل دسترس (نایاب) بنامد، همچنین به دلیل این که در بخشی از دوران جنگ کاغذ سهمیه بندی شده بود. هنگامی که کتاب در ماه سپتامبر آن سال توسط دانشگاه شیکاگو در ایالات متحده منتشر شد، محبوبیت بیشتری نسبت به بریتانیا به دست آورد؛ و یک ویراستار به نام ماکس ایستمن (سوسیالیستی سرسخت) را تحریک کرد تا خلاصه‌ای از آن را در در آوریل ۱۹۴۵ در مجله آمریکایی ریدرز دایجست نیز منتشر کندکه موجب شد کتاب راه بردگی مخاطبانی خارج از محدودهٔ دانشگاهی پیدا کند. این کتاب به‌طور گسترده‌ای در میان کسانی که از فردگرایی و لیبرالیسم کلاسیک دفاع می‌کنند، محبوب است.